# Tintin i Amerika
Tintin i Amerika, fransk originaltitel: Tintin en Amérique, är det tredje i en serie klassiska seriealbum, skrivna och illustrerade av belgaren Hergé, vars huvudperson är den unge reportern Tintin.
Efter att Hergé ritat Tintin i Sovjet och Tintin i Kongo gavs han lite friare tyglar och han ritade nu vad han länge hade velat rita. Tintin och Milou skulle till Amerika. I egenskap av scout ville Hergé att hans hjältar skulle ut i vildmarken och träffa nordamerikanska indianer. Hans chef ville hellre att Tintin skulle bekämpa maffian i Chicago och svartmåla den politiska situationen som rådde i USA.
I likhet med Tintin i Kongo utkom först Tintin i USA i en svartvit primitivt tecknad version under perioden 3 september 1931–20 oktober 1932, och släpptes 1932 som svartvitt seriealbum. Den moderna och färglagda versionen av Tintin i Amerika utkom 1945. Det är den senare som 1975 översattes till svenska, som svenskt Tintin-album nummer 19.

## Synopsis

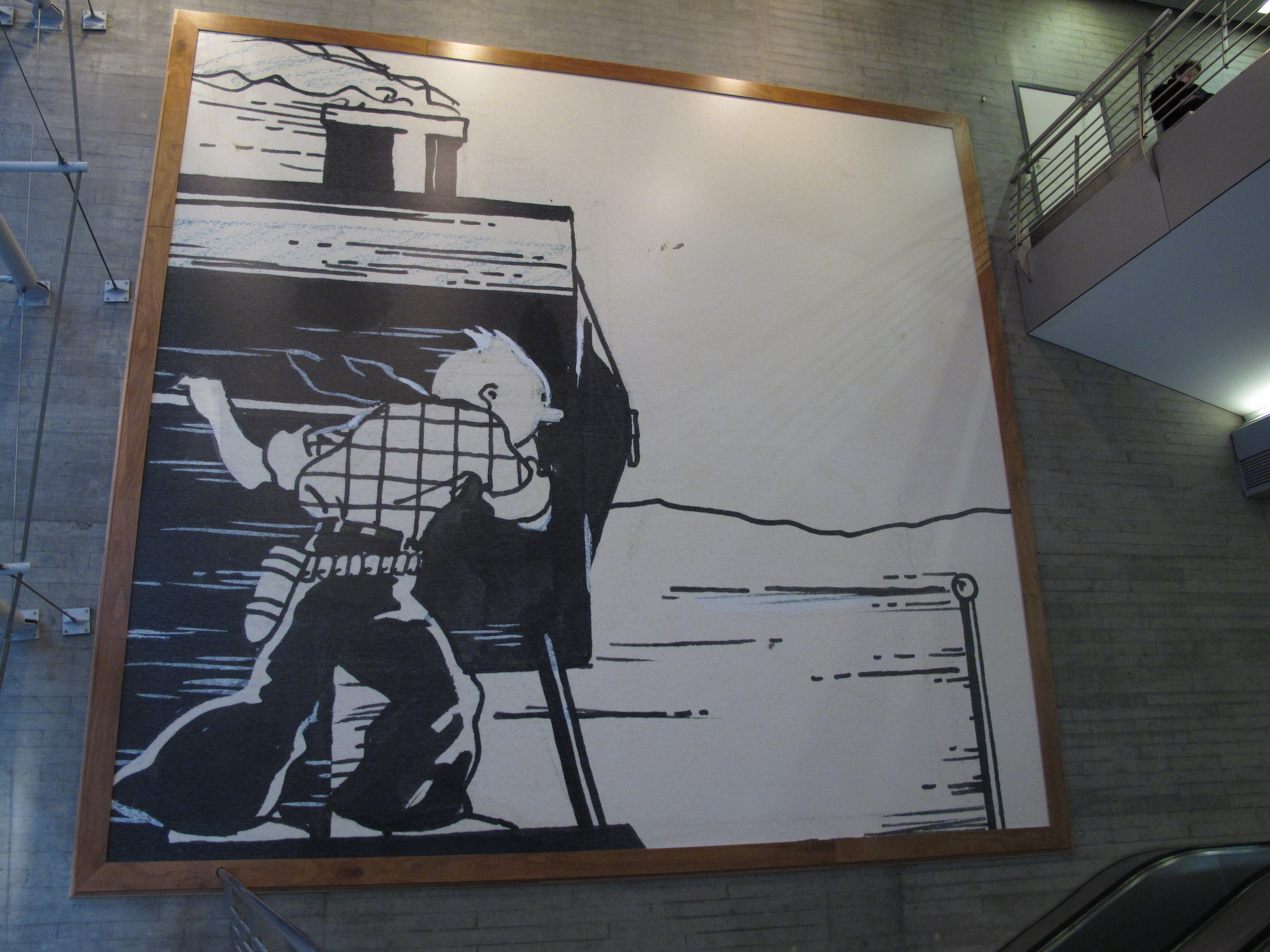
Tavla i Bryssel föreställande Tintin i Amerika.

Journalisten Tintin åker till Chicago för att bekämpa den organiserade brottsligheten i staden.
Något som inte bör gås förbi obemärkt är att Tintin i Amerika är det enda Tintin-album där en verklig person dyker upp, nämligen Chicagos gangsterkung Al Capone och hans brottssyndikat. Tintin blir inte bara kidnappad av dem, han slår även ligan gul och blå och fångar in dem. Sorgligt nog tror inte polisen på honom senare när han försöker berätta detta.
Andra skurkar i albumet är Bobby Smiles, som försöker förgifta Tintin med gasen O.X2 men som av misstag söver honom med sömngasen Z 4, Pedro Ramona samt Tom Hawake.
Liksom Hergés två tidigare album Tintin i Sovjet och Tintin i Kongo innehåller Tintin i Amerika politisk satir. Albumet tecknades under den amerikanska förbudstiden, den utbredda korruptionen samt politikernas och polisens undfallenhet för den organiserade brottsligheten kritiseras skarpt och mycket tydligt. Det amerikanska samhällets behandling av den amerikanska ursprungsbefolkningen får sig också några rejäla kängor.